# NGC 3217
NGC 3217 (również IC 606 lub PGC 30448) – galaktyka spiralna (Sc), znajdująca się w gwiazdozbiorze Lwa. Odkrył ją David Todd 4 marca 1878 roku.